# Собакіно (Ізносковський район)
Собакіно (рос. Собакино) — присілок в Ізносковському районі Калузької області Російської Федерації.
Населення становить 19 осіб. Входить до складу муніципального утворення Присілок Івановське.

## Історія
Від 2004 року входить до складу муніципального утворення Присілок Івановське

## Населення
| 2002 | 2010 |
| ---- | ---- |
| 20   | ↘19  |